# Кочубей Анатолій Наумович
Кочубей Анатолій Наумович (нар.26 серпня 1949) — український науковець, доктор фізико-математичних наук.

## Біографія
Кочубей Анатолій Наумович народився 26 серпня 1949 р. в Києві. У 1971 році закінчив Київський державний університет ім. Т. Г. Шевченка. У 1977 році став кандидатом, а у 1988 році — доктором фізико-математичних наук. З 1992 року працює в Інституті математики НАН України, з 2005 р. — завідувач відділу нелінійного аналізу. Член-кореспондент НАН України (2015). Державна премія України в галузі науки і техніки (2018). Премія НАН України ім. М. Г. Крейна (2023).

## Наукова діяльність
Основні праці присвячені теорії розширень симетричних операторів та її застосуванням у математичній фізиці, теорії параболічних псевдо-диференціальних рівнянь і рівнянь фрактальної дифузії, неархімедовому аналізу, зокрема неархімедовій стохастиці та аналізу над полями додатної характеристики. Автор 5 монографій і понад 150 наукових праць.
У 2005 році переміг на конкурсі спільних проєктів фундаментальних досліджень Державного фонду фундаментальних досліджень України і Білоруського республіканського фонду фундаментальних досліджень з проєктом «Неархімедів аналіз та його застосування». Отримував також гранти ISF, CRDF тощо.

### Деякі з основних публікацій
- A. N. Kochubei. Pseudo-Differential Equations and Stochastics over Non- Archimedean Fields. Marcel Dekker, New York, 2001.
- S. D. Eidelman, S. D. Ivasyshen and A. N. Kochubei. Analytic Methods in the Theory of Differential and Pseudo-Differential Equations of Parabolic Type. Birkhäuser, Basel, 2004.
- A. N. Kochubei. Analysis in Positive Characteristic, Cambridge University Press, 2009.
- А. Н. Кочубей. О расширениях симметрических операторов и симметрических бинарных отношений. Матем. заметки, 17, № 1 (1975), 41-48.
- A. N. Kochubei. Fq-linear calculus over function fields. J. Number Theory, 76 (1999), 281—300.
- A. N. Kochubei. Umbral calculus in positive characteristic. Adv. Appl. Math., 34 (2005), 175—191.